# Zeromancer
Zeromancer es un grupo noruego de rock industrial formado en 1999 por miembros del grupo Seigmen. Zeromancer derivó su nombre combinando los títulos de las novelas Less than Zero de Bret Easton Ellis y Neuromancer de William Gibson. La formación actual es Alex Møklebust (voz), Kim Ljung (bajo/voz de apoyo), Noralf Ronthi (batería), Lorry Kristiansen (programación) y Per-Olav Wiik (guitarra solista). Han publicado siete álbumes de estudio; el último, Orchestra of Knives, se publicó en 2021.

## Historia

### Formación y Clone Your Lover (1999-2000)
El núcleo de Zeromancer se conoció en la influyente banda noruega Seigmen. Durante la década de 1990, Seigmen dominó la escena del rock noruego y también se hizo un nombre a nivel internacional, dando conciertos en el extranjero. Cuando Seigmen se separó en enero de 2000, Kim Ljung (bajo/coros) y Erik Ljunggren (programación) se fueron a Los Ángeles y tuvieron la idea de crear una nueva banda llamada Zeromancer. Dos miembros más de Seigmen se unieron a ellos en Los Ángeles: Alex Møklebust (voz) y Noralf Ronthi (batería). James Saes grabó las primeras maquetas con la banda y les sustituyó como guitarrista. Un poco más tarde, la banda estaba completa, cuando se unieron con Chris Schleyer (guitarra), anteriormente de Kidneythieves y Prickque fue lanzado bajo el sello de Trent Reznor bajo el nombre Nothing Records.
El 13 de marzo de 2000, Zeromancer publicó su primer álbum, Clone Your Lover. La canción que da título al álbum fue un pequeño éxito en muchos clubes y locales. El álbum también le valió a Zeromancer el premio a la mejor banda revelación del año 2000 en los German Alternative Music Awards. Se creó un vídeo musical para la canción "Clone Your Lover".

### Eurotrashy gira por EE.UU. (2001-2003)
En 2001, Zeromancer publicó el álbum 'Eurotrash, que incluía una versión de la canción "Send Me an Angel" del grupo australiano Real Life, que había sido un gran éxito en 1983. Se creó un vídeo musical para la canción "Dr Online".
En la primavera de 2003, coincidiendo con la reedición estadounidense de Clone Your Lover, la banda realizó una gira por Estados Unidos con los grupos de principios de los noventa Pigface y My Life with the Thrill Kill Kult. Esta gira contribuyó en gran medida a aumentar la base de aficionados de Zeromancer en Estados Unidos. La gira también permitió a Zeromancer tomarse un descanso en la grabación de su tercer álbum de estudio, trabajando en él una vez finalizada la gira.

### Zzyzx, salida de Chris Schleyer y hiatus (2003-2006)
En otoño de 2003, Zeromancer publicó su tercer álbum, Zzyzx. Las canciones del álbum eran mucho más tranquilas que las de los dos primeros discos, algo que los aficionados no esperaban. El nombre procede de una señal de tráfico que la banda vio durante una gira por Estados Unidos. En el condado de San Bernardino, California, hay un lugar llamado Zzyzx Springs, que se bautizó así para asegurarse de que quedaría el último en el índice de todos los topónimos de Estados Unidos. Se creó un vídeo musical para la canción "Erotic Saints".
Tras el lanzamiento, Chris Schleyer dejó la banda y se unió a A Perfect Circle como guitarrista de ensayo. En 2007, creó su nueva banda Affected y trabajó con Nine Inch Nails en su gira.
La banda hizo un paréntesis de tres años. Durante este tiempo, Kim Ljung creó su proyecto en solitario, Ljungblut, y grabó un doble CD con Dan Heide. Alex Møklebust produjo para algunos grupos noruegos (como Gåte y Don Juan Drácula) y Erik Ljunggren prestó sus conocimientos de programación a otros artistas (Satyricon, Undergod) y empezó a estudiar en una escuela de cine de Lillehammer. Seigmen también se reunió para algunos conciertos y grabó un CD y un DVD en directo.

### Sinners International,The Death of Romancey actualidad (2006-presente)
Zeromancer regresó en otoño de 2006 y comenzó de nuevo las giras. Se grabó una primera maqueta de diez temas de la sala oval. Lanzaron un sencillo titulado "Doppelgänger I Love You". Sonó en Europa, alcanzando el número 4 en las listas alternativas alemanas. También se creó un vídeo musical para la canción. Desde entonces se ha filtrado a Internet. La canción pertenece a un próximo álbum de Zeromancer titulado Sinners International. El 22 de octubre de 2007, Zeromancer lanzó su segundo sencillo, titulado "I'm Yours to Lose", de su próximo álbum; fue lanzado en un CD sencillo que incluye una remezcla de "Doppelgänger I Love You".

En una entrevista concedida a heavy-metal.de con Kim Ljung el 22 de agosto de 2007, se le preguntó por el nuevo álbum:

Su último CD "ZZYZX" fue más suave que vuestros dos álbumes anteriores. ¿Qué podemos esperar del nuevo álbum "Sinners International"?
Todos los álbumes de Zeromancer son diferentes, porque escribimos y grabamos las canciones en momentos distintos. Nuestro principio rector es que nunca hacemos una canción de nuevo. Hay muchas bandas que hacen lo mismo una y otra vez. Nosotros siempre intentamos cambiar, no al menos sentirnos vivos. Creo que el nuevo álbum sonará diferente a los tres anteriores. Será como una combinación de todos los CD. Cogemos el significado más profundo, ponemos todas las cosas que nos gustaban y lo mezclamos todo en algo nuevo. Así que esperamos superar lo mejor.
Lorry Kristiansen sustituyó a Erik en los teclados y la programación.
Un post en su página web oficial, zeromancer.com, anunciaba que la fecha de lanzamiento de 'Sinners International sería el 13 de febrero de 2009, y que la gira tendría lugar en marzo.
La banda publicó el EP It Sounds Like Love (But It Looks Like Sex) en octubre de 2009. Contiene remezclas de temas de Sinners International y de su versión de Depeche Mode "Photographic".
Zeromancer publicó su quinto álbum, The Death of Romance, el 6 de marzo de 2010, con el tema "Industrypeople" como primer sencillo. Se realizó un vídeo para el tema, aunque no se estrenó hasta 2012. También lanzaron varios vídeos para "Zeromancer TV" con actualizaciones de la gira.
Tras finalizar "The Death of Romance Tour", Zeromancer volvió casi de inmediato al estudio para trabajar en su sexto álbum. El 25 de enero de 2013, la banda lanzó Bye-Bye Borderline. Un nuevo sencillo, "Underground", fue lanzado en su álbum de lo mejor de Something for the Pain, que salió a la venta el 1 de noviembre de 2013.
Su séptimo álbum de estudio, Orchestra of Knives, salió a la venta el 24 de septiembre de 2021.

## Música
La música de Zeromancer es en gran parte Rock industrial, similar a Celldweller, KMFDM, Die Krupps, Stabbing Westward, Oomph!, Orgy, Pitchshifter, Y Rammstein. Elementos de Synth pop se encuentran en algunos de sus trabajos, con similitudes a los de Depeche Mode.

## Discografía

### Álbumes de estudio
| Clone Your Lover                                  | - Fecha de publicación: 13 de marzo de 2000 - Sello discográfico: Cleopatra - Formato: CD                        | 7  |
| Eurotrash                                         | - Fecha de publicación: 1 de octubre de 2001 - Sello discográfico: Cleopatra - Formato: CD                       | 21 |
| Zzyzx                                             | - Fecha de publicación: 1 de septiembre de 2003 - Sello discográfico: Cleopatra - Formato: CD                    | 18 |
| Sinners International                             | - Fecha de publicación: 13 de febrero de 2009 - Sello discográfico: Cleopatra - Formato: CD                      | 23 |
| The Death of Romance                              | - Fecha de publicación: 6 de marzo de 2010 - Sello discográfico: Cleopatra - Formato: CD                         | 34 |
| Bye-Bye Borderline                                | - Fecha de publicación: 25 de enero de 2013 - Sello discográfico: Trisol Music Group/Irond Records - Formato: CD |    |
| Something for the Pain – Best of                  | - Release date: 3 de diciembre de 2013 - Sello discográfico: Trisol Music Group - Formato: CD                    |    |
| Orchestra of Knives                               | - Release date: 24 de septiembre de 2021 - Sello discográfico: Trisol Music Group - Formato: CD                  |    |
| "—" Indica los lanzamientos que no se registraron | |    |

### Singles/EPs
- 2000: "Clone Your Lover"
- 2001: "Doctor Online"
- 2001: "Need You Like a Drug"
- 2003: "Famous Last Words"
- 2007: "Doppelgänger I Love You"
- 2007: "I'm Yours to Lose"
- 2009: It Sounds Like Love (But It Looks Like Sex) (EP)
- 2021: Damned le Monde (EP)
- 2021: "Mourners"
- 2021: "Terminal Love"

### Vídeos musicales
- 2000: "Clone Your Lover"
- 2001: "Doctor Online"
- 2003: "Erotic Saints"
- 2007: "Doppelgänger I Love You"
- 2010: "Industrypeople"